# Hitachiōta (Ibaraki)
Hitachiōta  (常陸太田市  Hitachiōta-shi?) es una  ciudad situada en la Prefectura de Ibaraki, en Japón. 
A 1 de diciembre de 2013, Hitachiōta, tenía una población de 53.600 habitantes y una densidad poblacional de 144 personas por km². La superficie total es de 372,01 km².

Bandera de Hitachiōta

## Creación de la ciudad
La moderna ciudad de Hitachiōta se estableció el 1 de diciembre de 2004, de la fusión del pueblo de Kanasagō (金砂郷町 Kanasagō-machi),  con las villas de Satomi (里美村 Satomi-mura) y de Suifu (水府村 Suifu-mura), todas las tres poblaciones desmembradas del Distrito de Kuji (久慈郡 Kuji-gun).

## Geografía
La población se encuentra ubicada al norte de la Prefectura de Ibaraki, y limita con la prefectura de Tochigi. 
Su territorio limita al oeste con  Daigo y con Hitachiōmiya; al sur con Naka; al este con  Hitachi y Takahagi, y al norte con Hanawa y Yamatsuri, pertenecientes estas dos últimas a la Prefectura de Fukushima.

## Sitios de interés
Una de sus mejores atracciones turísticas de la ciudad es el Gran Puente Colgante Ryūjin (竜神大吊橋 Ryūjin ōtsuribashi), y la represa Ryūjin  (竜神ダム), en el cañón Ryūjin kyō formado por el río Ryūjin (竜神川). Es espectacular el paisaje durante la estación de otoño, por el colorido que toma la vegetación en esa época del año.
Otro sitio destacado, son las ruinas del Castillo Ōta o Castillo Maizuru (舞鶴城), uno de los antiguos castillos de la Prefectura de Ibaraki.

## Transporte
Por la Ruta Nacional 349 al sur, está comunicada con la capital de la prefectura, la ciudad de Mito.
Por la Ruta Nacional 293 al este, se comunica con la ciudad de Hitachi.
Por la Ruta Nacional 293 o por la Ruta Nacional 461 al oeste, se comunica con la capital de la Prefectura de Tochigi, la ciudad de Utsunomiya.
Dispone de la entrada “”Hitachiminamiota IC” de la autopista” Jōban Expressway” para desplazarse al suroeste a la metrópoli de Tokio; y por la misma autopista al norte, realizando empalme con las autopistas “Ban-etsu Expressway” y “Tōhoku Expressway” se llega a la capital de la Prefectura de Fukushima, la ciudad de Fukushima.
Existen tres estaciones de tren llamadas “”Hitachiōta Station”, “Yawara Station” y “Kawai Station”, que dan acceso a un ramal de la “Línea Suigun”, que nace en la ciudad de Hitachiōta, y lleva a la ciudad de Naka y prosigue hasta la ciudad de Mito, o allí en Naka tomando la línea principal al norte se comunica con la Prefectura de Fukushima.

## Galería de imágenes

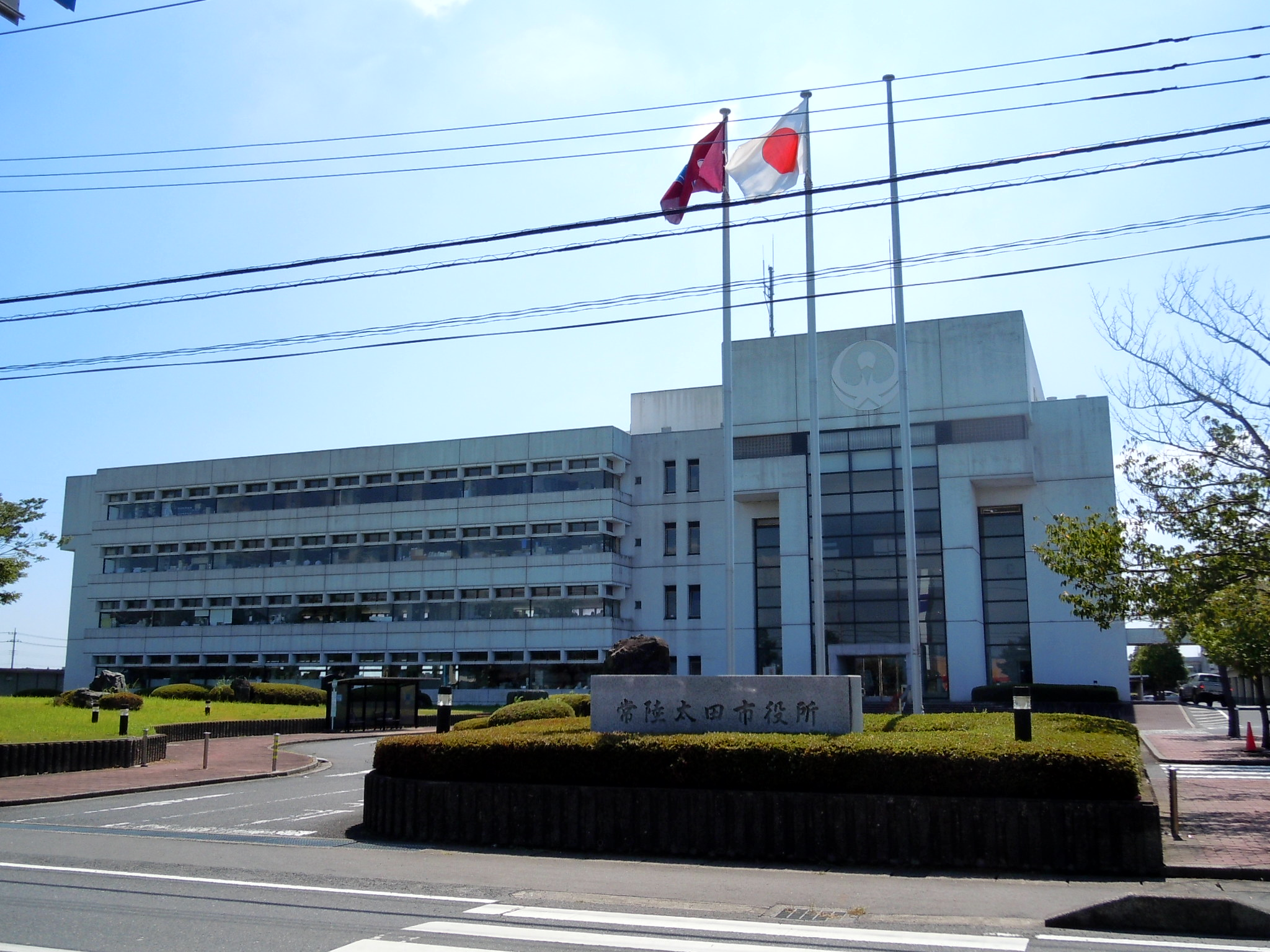
Ayuntamiento de Hitachiōta.
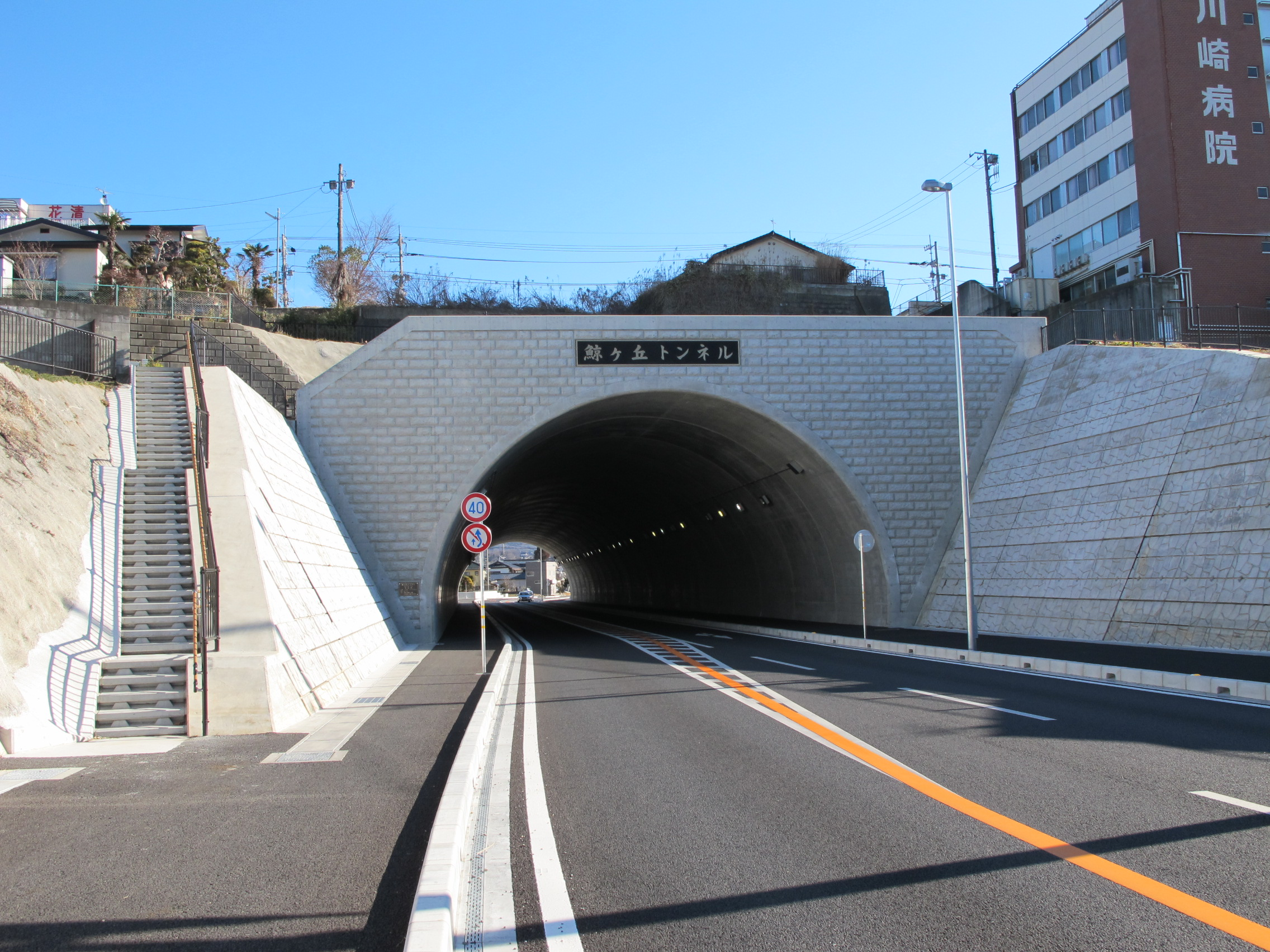
Túnel Kujiragaoka.
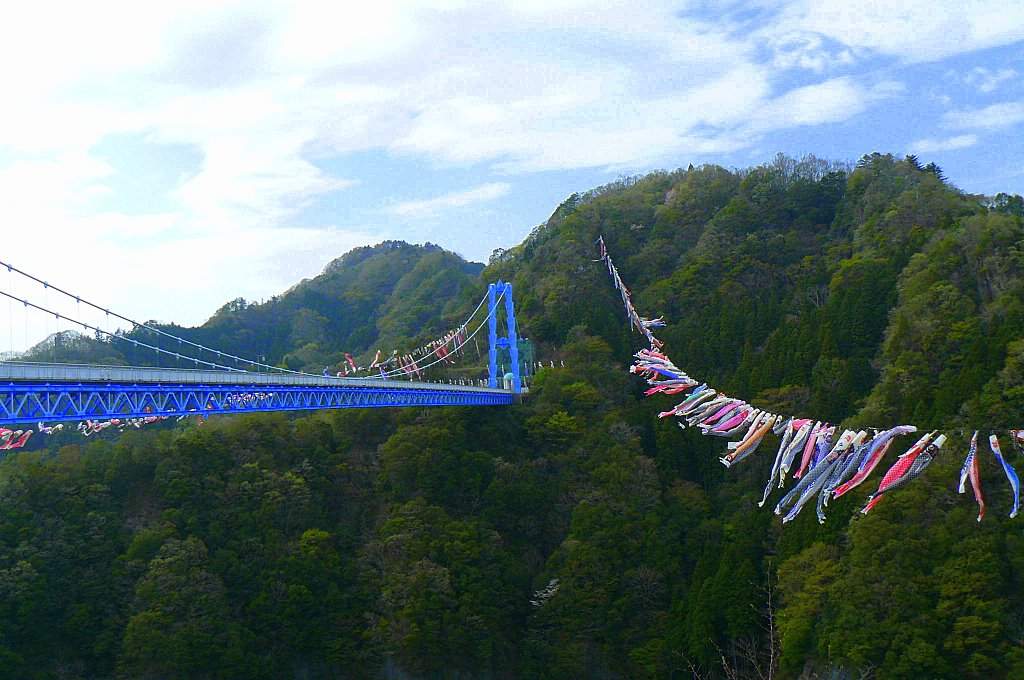
Gran puente colgante Ryūjin.
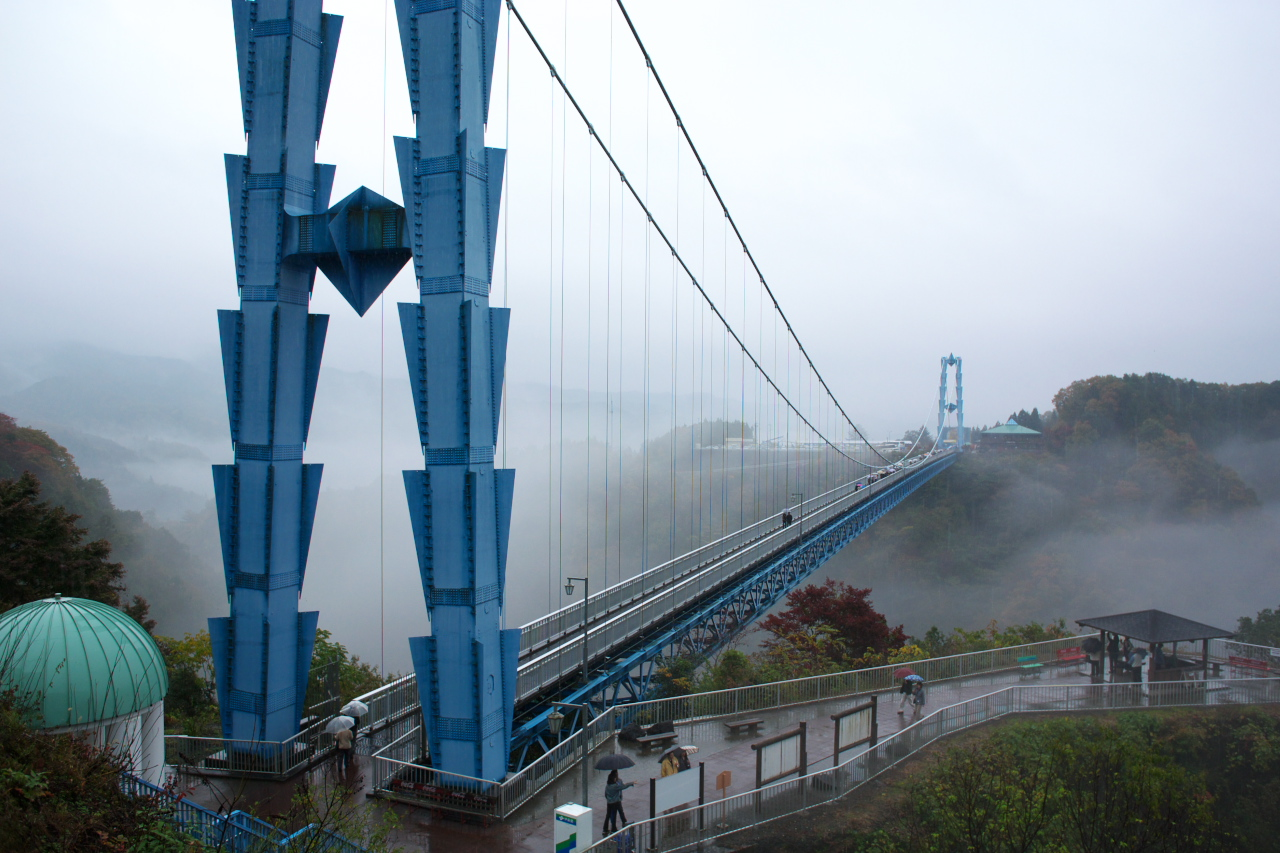
Gran puente colgante Ryūjin.
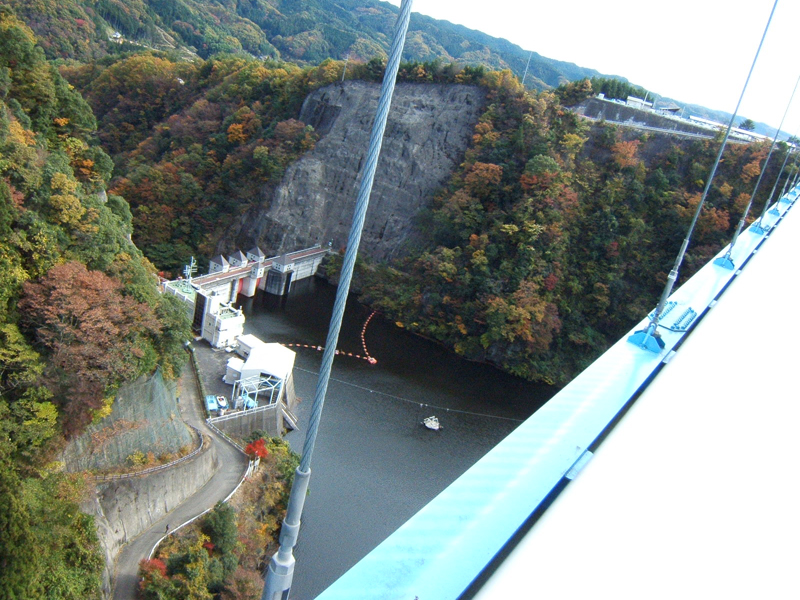
Vista de la represa desde el puente Ryūjin.
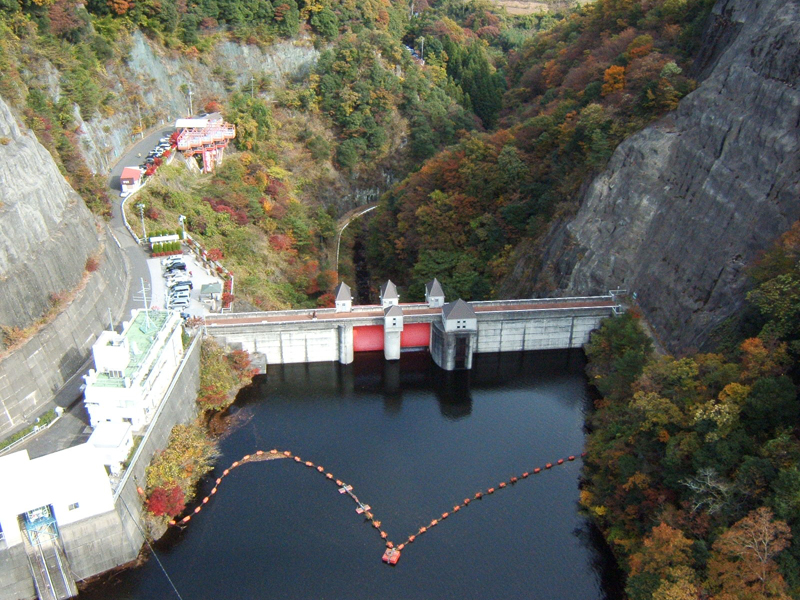
Vista de la represa Ryūjin.
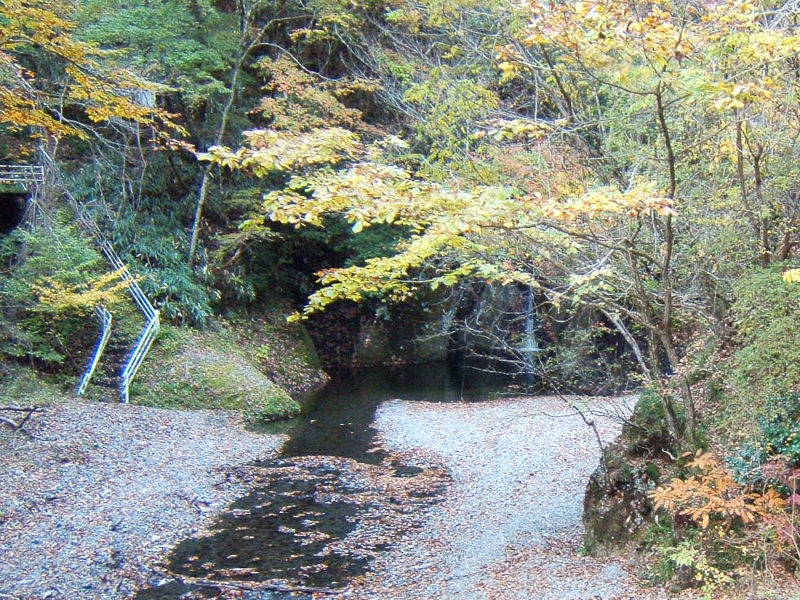
Valle Ryūjin-kyo.